# Barry Kelley
Barry Kelley (Chicago, 19 agosto 1908 – Woodland Hills, 5 giugno 1991) è stato un attore statunitense.
Ha recitato in oltre 50 film dal 1947 al 1969 ed è apparso in oltre 80 produzioni televisive dal 1952 al 1968.

## Biografia
Dopo essersi formato sui palcoscenici di Chicago, fece il suo debutto nel mondo del cinema con il film Boomerang - L'arma che uccide (1947) di Elia Kazan.
La sua ultima apparizione sul piccolo schermo avvenne nell'episodio Bad Day at Shady Rest della serie televisiva Petticoat Junction, andato in onda il 2 marzo 1968, che lo vide nel ruolo dello sceriffo Vic Crandall (personaggio che aveva già interpretato in altri due episodi della serie nel 1967), mentre per il grande schermo l'ultima interpretazione risale al film Il capitano di lungo... sorso (1969), in cui impersono' l'ammiraglio Barnwell.
Morì a Woodland Hills (California), il 5 giugno 1991.

## Filmografia

### Cinema
- Boomerang - L'arma che uccide (Boomerang!), regia di Elia Kazan (1947)
- Le forze del male (Force of Evil), regia di Abraham Polonsky (1948)
- I bassifondi di San Francisco (Knock on Any Door), regia di Nicholas Ray (1949)
- Mani lorde (The Undercover Man), regia di Joseph H. Lewis (1949)
- I milionari (Ma and Pa Kettle), regia di Charles Lamont (1949)
- Il signor Belvedere va in collegio (Mr. Belvedere Goes to College), regia di Elliott Nugent (1949)
- È tardi per piangere (Too Late for Tears), regia di Byron Haskin (1949)
- Ho sposato un demonio (Red, Hot and Blue), regia di John Farrow (1949)
- Cocaina (Johnny Stool Pigeon), regia di William Castle (1949)
- L'inafferrabile (Fighting Man of the Plains), regia di Edwin L. Marin (1949)
- Il romanzo di Thelma Jordon (The File on Thelma Jordon), regia di Robert Siodmak (1950)
- L'amante del bandito (Singing Guns), regia di R.G. Springsteen (1950)
- La legge del silenzio (Black Hand), regia di Richard Thorpe (1950)
- La Venere di Chicago (Wabash Avenue), regia di Henry Koster (1950)
- All'alba giunse la donna (The Capture), regia di John Sturges (1950)
- Giungla d'asfalto (The Asphalt Jungle), regia di John Huston (1950)
- Sei canaglia ma ti amo (Love That Brute), regia di Alexander Hall (1950)
- Mondo equivoco (711 Ocean Drive), regia di Joseph M. Newman (1950)
- Il messicano (Right Cross), regia di John Sturges (1950)
- Il segreto del carcerato (Southside 1-1000), regia di Boris Ingster (1950)
- La città del terrore (The Killer That Stalked New York), regia di Earl McEvoy (1950)
- Uniti nella vendetta (The Great Missouri Raid), regia di Gordon Douglas (1951)
- Francis alle corse (Francis Goes to the Races), regia di Arthur Lubin (1951)
- I diavoli alati (Flying Leathernecks), regia di Nicholas Ray (1951)
- La bambina nel pozzo (The Well), regia di Leo C. Popkin e Russell Rouse (1951)
- Gli occhi che non sorrisero (Carrie), regia di William Wyler (1952)
- Minnesota (Woman of the North Country), regia di Joseph Kane (1952)
- Back at the Front, regia di George Sherman (1952)
- Il giustiziere (Law and Order), regia di Nathan H. Juran (1953)
- La porta del mistero (Remains to Be Seen), regia di Don Weis (1953)
- Il sergente Bum! (South Sea Woman), regia di Arthur Lubin (1953)
- Squadra omicidi (Vice Squad), regia di Arnold Laven (1953)
- Il grande incontro (Champ for a Day), regia di William A. Seiter (1953)
- La lunga notte (The Long Wait), regia di Victor Saville (1954)
- Terrore a Shanghai (The Shanghai Story), regia di Frank Lloyd (1954)
- La rivolta delle recluse (Women's Prison), regia di Lewis Seiler (1955)
- Anonima delitti (New York Confidential), regia di Russell Rouse (1955)
- L'imputato deve morire (Trial), regia di Mark Robson (1955)
- I gangster non perdonano (Accused of Murder), regia di Joseph Kane (1956)
- Le ali delle aquile (The Wings of Eagles), regia di John Ford (1957)
- Quando la bestia urla (Monkey on My Back), regia di André De Toth (1957)
- Il jolly è impazzito (The Joker Is Wild), regia di Charles Vidor (1957)
- I pionieri del West (The Tall Stranger), regia di Thomas Carr (1957)
- Duello a Rio Bravo (Gunfire at Indian Gap), regia di Joseph Kane (1957)
- Il cavaliere solitario (Buchanan Rides Alone), regia di Budd Boetticher (1958)
- I bucanieri (The Buccaneer), regia di Anthony Quinn (1958)
- Lo zar dell'Alaska (Ice Palace), regia di Vincent Sherman (1960)
- Il figlio di Giuda (Elmer Gantry), regia di Richard Brooks (1960)
- The Police Dog Story, regia di Edward L. Cahn (1961)
- Secret of Deep Harbor, regia di Edward L. Cahn (1961)
- The Clown and the Kid, regia di Edward L. Cahn (1961)
- L'ammazzagiganti (Jack the Giant Killer), regia di Nathan Juran (1962)
- Va' e uccidi (The Manchurian Candidate), regia di John Frankenheimer (1962)
- I 4 di Chicago (Robin and the 7 Hoods), regia di Gordon Douglas (1964)
- Rio Conchos, regia di Gordon Douglas (1964)
- Come uccidere vostra moglie (How to Murder Your Wife), regia di Richard Quine (1965)
- Un bikini per Didi (Boy, Did I Get a Wrong Number!), regia di George Marshall (1966)
- Un Maggiolino tutto matto (The Love Bug), regia di Robert Stevenson (1968)
- Il capitano di lungo... sorso (The Extraordinary Seaman), regia di John Frankenheimer (1969)

### Televisione
- Gruen Guild Playhouse – serie TV, un episodio (1952)
- Your Jeweler's Showcase – serie TV, un episodio (1952)
- Chevron Theatre – serie TV, un episodio (1953)
- Waterfront – serie TV, 2 episodi (1954)
- Cavalcade of America – serie TV, un episodio (1954)
- Adventures of Falcon – serie TV, un episodio (1954)
- Il cavaliere solitario (The Lone Ranger) – serie TV, un episodio (1954)
- The Colgate Comedy Hour – serie TV, un episodio (1954)
- The Public Defender – serie TV, un episodio (1955)
- The Man Behind the Badge – serie TV, un episodio (1955)
- I segreti della metropoli (Big Town) – serie TV, 6 episodi (1954-1956)
- Telephone Time – serie TV, episodio 2x01 (1956)
- Crossroads – serie TV, episodi 1x05-1x37-2x07 (1955-1956)
- General Electric Theater – serie TV, 3 episodi (1955-1957)
- Avventure in elicottero (Whirlybirds) – serie TV, un episodio (1957)
- News Gal – serie TV, un episodio (1957)
- The Court of Last Resort – serie TV, episodio 1x03 (1957)
- Trackdown – serie TV, un episodio (1957)
- Jane Wyman Presents the Fireside Theatre – serie TV, un episodio (1958)
- Westinghouse Desilu Playhouse – serie TV, episodio 1x10 (1959)
- Schlitz Playhouse of Stars – serie TV, 4 episodi (1955-1959)
- Tales of Wells Fargo – serie TV, 2 episodi (1957-1959)
- Avventure lungo il fiume (Riverboat) – serie TV, episodio 1x01 (1959)
- Il tenente Ballinger (M Squad) – serie TV, un episodio (1959)
- The Lawless Years – serie TV, un episodio (1959)
- Disneyland – serie TV, 2 episodi (1959)
- Colt. 45 – serie TV, un episodio (1960)
- Overland Trail – serie TV, un episodio (1960)
- Ricercato vivo o morto (Wanted: Dead or Alive) – serie TV, episodi 2x21-2x32 (1960)
- Johnny Ringo – serie TV, un episodio (1960)
- Carovana (Stagecoach West) – serie TV, episodio 1x16 (1961)
- Surfside 6 – serie TV, episodio 1x27 (1961)
- Bat Masterson – serie TV, un episodio (1961)
- La famiglia Potter (The Tom Ewell Show) – serie TV, episodi 1x23, 1x26 e 1x30 (1961)
- Gli intoccabili (The Untouchables) – serie TV, un episodio (1961)
- The Roaring 20's – serie TV, un episodio (1961)
- Outlaws – serie TV, episodio 1x26 (1961)
- Lawman – serie TV, 2 episodi (1959-1961)
- Pete and Gladys – serie TV, 5 episodi (1961)
- Bronco – serie TV, 4 episodi (1959-1962)
- Corruptors (Target: The Corruptors) – serie TV, episodio 1x18 (1962)
- Bus Stop – serie TV, episodio 1x19 (1962)
- Laramie – serie TV, un episodio (1962)
- The New Breed – serie TV, episodio 1x29 (1962)
- Maverick – serie TV, 2 episodi (1958-1962)
- Going My Way – serie TV, episodio 1x03 (1962)
- Sam Benedict – serie TV, un episodio (1962)
- Cheyenne – serie TV, 2 episodi (1959-1962)
- The Lloyd Bridges Show – serie TV, un episodio (1962)
- Have Gun - Will Travel – serie TV, 3 episodi (1960-1962)
- The Dick Powell Show – serie TV, episodio 2x17 (1963)
- The Wide Country – serie TV, episodio 1x28 (1963)
- Dakota (The Dakotas) – serie TV, episodio 1x17 (1963)
- La legge di Burke (Burke's Law) – serie TV, episodio 1x01 (1963)
- The Jack Benny Program – serie TV, 2 episodi (1961-1963)
- Sotto accusa (Arrest and Trial) – serie TV, episodio 1x05 (1963)
- Il fuggiasco (The Fugitive) – serie TV, un episodio (1963)
- Indirizzo permanente (77 Sunset Strip) – serie TV, 3 episodi (1959-1963)
- La legge del Far West (Temple Houston) – serie TV, episodio 1x12 (1963)
- Gunsmoke – serie TV, 2 episodi (1957-1963)
- La grande avventura (The Great Adventure) – serie TV, episodio 1x13 (1964)
- I mostri (The Munsters) – serie TV, un episodio (1964)
- Daniel Boone – serie TV, un episodio (1964)
- La famiglia Addams (The Addams Family) – serie TV, 2 episodi (1964-1965)
- The Joey Bishop Show – serie TV, 2 episodi (1964-1965)
- Bonanza – serie TV, 3 episodi (1959-1965)
- Death Valley Days – serie TV, 2 episodi (1964-1965)
- Il virginiano (The Virginian) – serie TV, 3 episodi (1964-1965)
- The Crisis (Kraft Suspense Theatre) – serie TV, un episodio (1965)
- I forti di Forte Coraggio (F Troop) – serie TV, un episodio (1965)
- Honey West – serie TV, episodio 1x03 (1965)
- Mr. Roberts (Mister Roberts) – serie TV, 3 episodi (1965-1966)
- Mister Ed, il mulo parlante (Mister Ed) – serie TV, 11 episodi (1962-1966)
- Mona McCluskey – serie TV, un episodio (1966)
- Perry Mason – serie TV, un episodio (1966)
- Laredo – serie TV, un episodio (1966)
- Thompson's Ghost – film TV (1966)
- Summer Fun – serie TV, un episodio (1966)
- Kronos - Sfida al passato (The Time Tunnel) – serie TV, episodio 1x02 (1966)
- The Beverly Hillbillies – serie TV, un episodio (1966)
- Agenzia U.N.C.L.E. (The Girl from U.N.C.L.E.) – serie TV, episodio 1x14 (1966)
- Lucy Show – serie TV, un episodio (1967)
- I Pruitts (The Phyllis Diller Show) – serie TV, episodio 1x27 (1967)
- Rango – serie TV, episodio 1x15 (1967)
- Petticoat Junction – serie TV, 4 episodi (1964-1968)

## Doppiatori italiani
- Luigi Pavese in Giungla d'asfalto, Francis alle corse, Squadra omicidi, L'ammazzagiganti
- Mario Besesti in Mani lorde, Il sergente Bum!
- Achille Majeroni in Boomerang - L'arma che uccide
- Vinicio Sofia in Le forze del male
- Gaetano Verna in I diavoli alati
- Giorgio Capecchi in Il cavaliere solitario
- Nino Pavese in I 4 di Chicago
- Giampiero Albertini in Il capitano di lungo... sorso